# ヨクサム

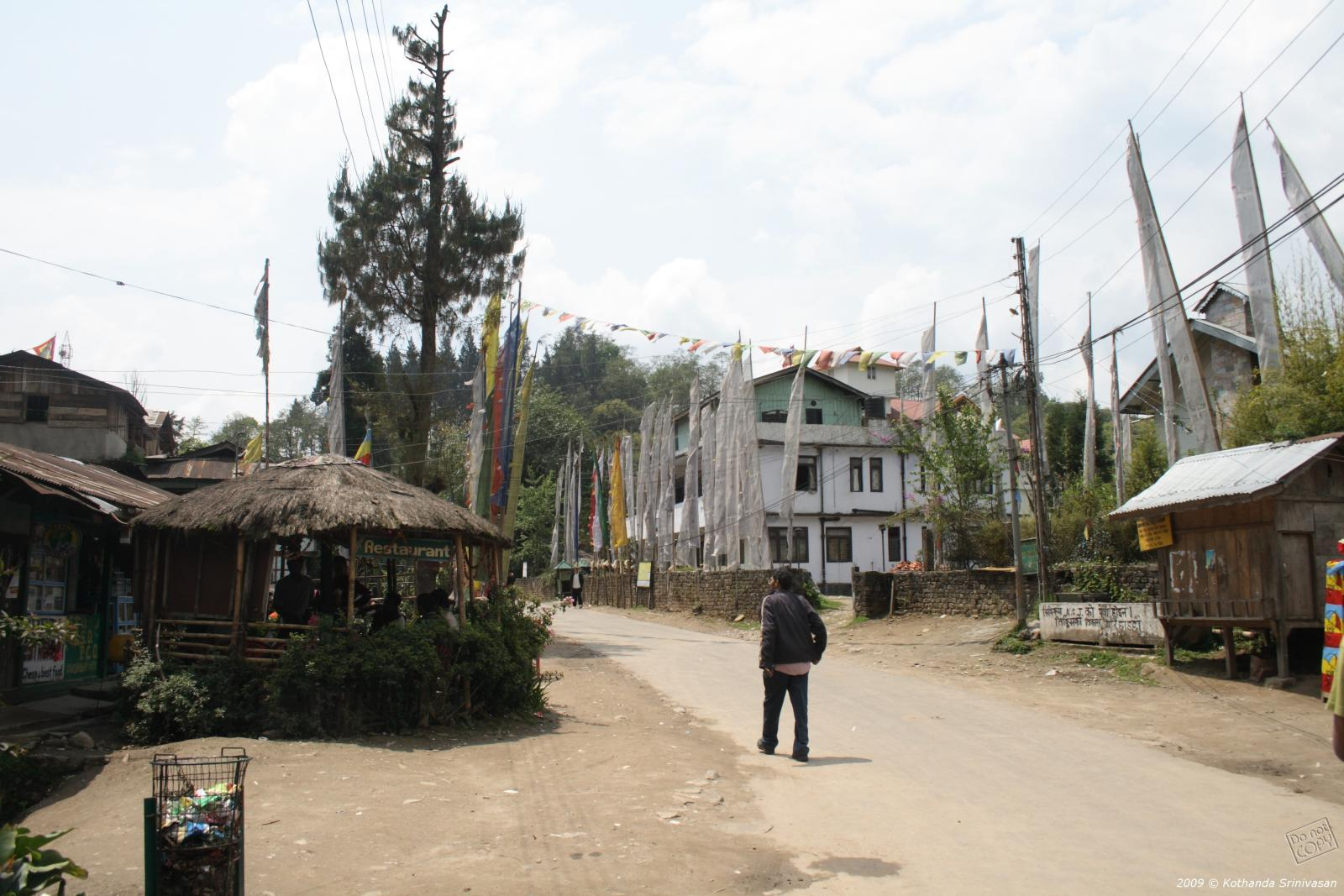
ヨクサムの街並み

ヨクサム（ヒンディー語：युक्सोम 、英語：Yuksom）は、インドのシッキム州、西シッキム県の都市。かつてはシッキム王国の首都でもあった。

## 歴史
1642年、プンツォ・ナムゲルによって首都に定められた。
1670年、テンスン・ナムゲルによってラブデンツェに遷都された。